# Djavan Anderson
Djavan Lorenzo Anderson (Amsterdam, 21 aprile 1995) è un calciatore surinamese con cittadinanza olandese, centrocampista o difensore svincolato.

## Caratteristiche tecniche
È un giocatore polivalente, gioca come terzino destro o come esterno in un centrocampo a 5. Fa della corsa e della resistenza le sue armi migliori, può agire anche come mediano davanti alla difesa o, all'occorrenza, come difensore centrale risultando un vero e proprio jolly.

## Carriera

### Club
Cresciuto nelle giovanili dell'Ajax, nel luglio del 2014 si accasa all'AZ Alkmaar, club di Eredivisie. L'anno successivo si trasferisce al Cambuur; rimane nella squadra per due anni collezionando complessivamente 28 presenze e 1 gol tra campionato e coppe.
Il 7 settembre 2017, dopo un periodo di prova, firma un contratto triennale con il Bari.
Il 28 ottobre 2017 fa il suo esordio in Serie B nella partita vinta contro l'Ascoli per 3-0. Il 18 novembre 2017 segna la sua prima rete in biancorosso nella vittoria esterna per 1-2 con il Novara.
È stato eletto come uno dei quattro migliori difensori in Serie B della stagione 2017-2018. A fine stagione rimane svincolato dopo il fallimento del Bari. Il 3 agosto 2018 si accasa alla Lazio che due settimane dopo lo gira in prestito alla Salernitana in Serie B.
Dopo 19 presenze con la maglia granata torna alla Lazio, dove fa il suo esordio in Coppa Italia nella sfida contro la Cremonese del 14 gennaio 2020; l'esordio in campionato arriva invece il 27 giugno nel successo per 2-1 contro la Fiorentina.
Il 30 agosto 2021 viene ceduto in prestito al Cosenza.
Il 31 gennaio 2022, dopo avere trovato poco spazio con i calabresi, viene ceduto in prestito al PEC Zwolle.
Il 14 febbraio 2025 viene tesserato dal Lecco.

### Nazionale
È stato tra i giocatori della Nazionale olandese Under-17 che nel 2012 in Slovenia ha vinto il Campionato europeo di categoria. 
Nel marzo 2022 viene convocato per la prima volta, per la nazionale Surinamese.

## Statistiche

### Presenze e reti nei club
Statistiche aggiornate al 21 maggio 2025.
| Stagione        | Squadra         | Campionato      | Campionato | Campionato | Coppe nazionali | Coppe nazionali | Coppe nazionali | Coppe continentali | Coppe continentali | Coppe continentali | Altre coppe | Altre coppe | Altre coppe | Totale | Totale |
| Stagione        | Squadra         | Comp            | Pres       | Reti       | Comp            | Pres            | Reti            | Comp               | Pres               | Reti               | Comp        | Pres        | Reti        | Pres   | Reti   |
| --------------- | --------------- | --------------- | ---------- | ---------- | --------------- | --------------- | --------------- | ------------------ | ------------------ | ------------------ | ----------- | ----------- | ----------- | ------ | ------ |
| 2013-2014       | Jong Ajax       | EE              | 8          | 0          | -               | -               | -               | -                  | -                  | -                  | -           | -           | -           | 8      | 0      |
| 2014-2015       | AZ Alkmaar      | ED              | 1          | 0          | CO              | 0               | 0               | -                  | -                  | -                  | -           | -           | -           | 1      | 0      |
| 2015-2016       | Cambuur         | ED              | 9          | 0          | CO              | 0               | 0               | -                  | -                  | -                  | -           | -           | -           | 9      | 0      |
| 2016-2017       | Cambuur         | EE              | 17         | 1          | CO              | 2               | 0               | -                  | -                  | -                  | -           | -           | -           | 19     | 1      |
| Totale Cambuur  | Totale Cambuur  | Totale Cambuur  | 26         | 1          |                 | 2               | 0               |                    | -                  | -                  |             | -           | -           | 28     | 1      |
| 2017-2018       | Bari            | B               | 19         | 2          | CI              | 0               | 0               | -                  | -                  | -                  | -           | -           | -           | 19     | 2      |
| 2018-2019       | Salernitana     | B               | 18+1       | 1          | CI              | 0               | 0               | -                  | -                  | -                  | -           | -           | -           | 19     | 1      |
| 2019-2020       | Lazio           | A               | 6          | 0          | CI              | 1               | 0               | UEL                | 0                  | 0                  | SI          | 0           | 0           | 7      | 0      |
| 2020-2021       | Lazio           | A               | 3          | 0          | CI              | 0               | 0               | UCL                | 0                  | 0                  | -           | -           | -           | 3      | 0      |
| Totale Lazio    | Totale Lazio    | Totale Lazio    | 9          | 0          |                 | 1               | 0               |                    | 0                  | 0                  |             | 0           | 0           | 10     | 0      |
| 2021-gen. 2022  | Cosenza         | B               | 8          | 0          | CI              | 0               | 0               | -                  | -                  | -                  | -           | -           | -           | 8      | 0      |
| gen.-giu. 2022  | PEC Zwolle      | ED              | 14         | 0          | CO              | -               | -               | -                  | -                  | -                  | -           | -           | -           | 14     | 0      |
| 2022-2023       | Oxford Utd      | L1              | 25         | 1          | FACup+CdL       | 3+0             | 0               | -                  | -                  | -                  | EFLT        | 2           | 0           | 30     | 1      |
| 2024-2025       | Lecco           | C               | 11         | 0          | CI-C            | 0               | 0               | -                  | -                  | -                  | -           | -           | -           | 11     | 0      |
| Totale carriera | Totale carriera | Totale carriera | 140        | 5          |                 | 6               | 0               |                    | -                  | -                  |             | 2           | 0           | 148    | 5      |

## Palmarès

### Nazionale

#### Competizioni nazionali
- Campionato d'Europa Under-17: 1

Slovenia 2012